# Tilbagefald
|  | Denne artikel er oprettet af botten PalnaBot ud fra en ekstern database. Den kan derfor have sproglige fejl eller mangler. Denne skabelon kan fjernes efter kontrol af indholdet. |

Tilbagefald er en film instrueret af Henrik Ruben Genz efter manuskript af Henrik Ruben Genz.

## Handling
En tørlagt dranker køber en pose øl, sætter sig til at drikke og betror sig til en båndoptager. En dokumentarisk video om kampen med de indre skygger.